# Бушмено
Бушмено (рос. Бушмено) — село в Обоянському районі Курської області Російської Федерації.
Населення становить 251 особу. Входить до складу муніципального утворення Кам'янська сільрада.

## Історія
Населений пункт розташований на території українського етнічного та культурного краю Східна Слобожанщина.
Від 2004 року входить до складу муніципального утворення Кам'янська сільрада.

## Населення
| 2002 | 2010 |
| ---- | ---- |
| 327  | ↘251 |